# Kolblei
De kolblei of blei (Blicca bjoerkna) is een zoetwatervis die tot de karperachtigen behoort.

## Kenmerken
Deze zilverkleurige vis heeft een sterk zijdelings afgeplat lichaam met een bruingrijze rug. Hij heeft grote schubben. Het oog is relatief groot en kleurloos, de aanzet van de borstvinnen en buikvinnen is roodachtig. De vinnen zijn relatief klein. Oudere exemplaren worden wat dikker en de rug begint wat op te wellen achter de kop. Jonge exemplaren zijn zeer lastig te onderscheiden van jonge brasems, het tellen van een rij schubben tussen rugvin en zijlijn is dan een betrouwbaar kenmerk.

## Leefwijze
De kolblei zwemt dicht bij de bodem en voedt zich met kreeftjes, slakken, planten en algen. Voor de paai zijn waterplanten essentieel. De kolblei is iets meer stroomminnend dan de brasem.

## Verspreiding en leefgebied
Deze soort komt algemeen voor in Noord- en Midden-Europa in plassen en rivieren, met een voorkeur voor brak water.

## Kolblei en brasem
De kolblei wordt vaak verward met de brasem. Maar de kolblei is lichter en is te herkennen aan de rode basis van de borstvinnen. Ook is de kop stomper en het oog is relatief groot ten opzichte van de stompe snuit. Bij heel jonge exemplaren is dat kenmerk nog niet bruikbaar en kun je het beste de schubben tussen rugvin en zijlijn tellen. Een kolblei heeft daar 9 tot 10 schubben en een brasem 11 tot 13. Het best is dit te beoordelen door een scherpe digitale foto te maken. Het schubbentellen is op die manier wat diervriendelijker en makkelijker.
De kolblei wordt minder groot dan de brasem, hooguit 45 centimeter in de grote rivieren.
In het spraakgebruik worden jonge brasems vaak bliek genoemd. Dit is echter ook de bijnaam van een kolblei.

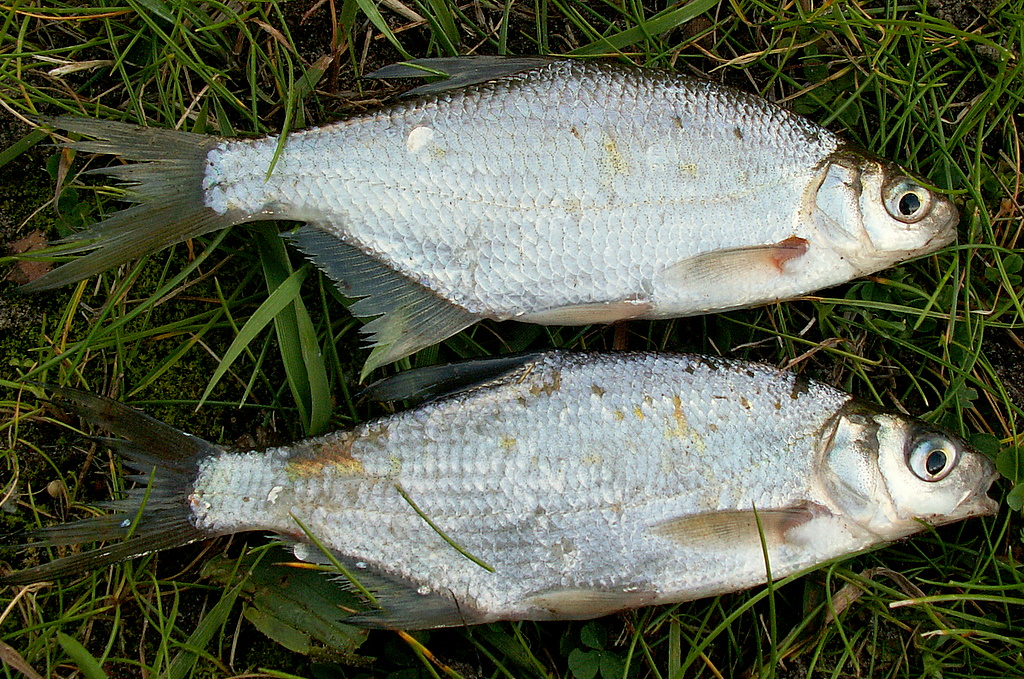
Kolblei boven, brasem onder

## Benaming

### Andere namen
Het dier is ook bekend onder de namen: platter (een typisch Groningse benaming), bliek, kalfoog, kol, kolkliek, koloog, pijloog, platje en puiloog.

### Taalgebruik
De blei komt voor in het spreekwoord: Hij ligt als een blei, wat betekent: Hij is zo dronken, dat hij zich niet bewegen kan.

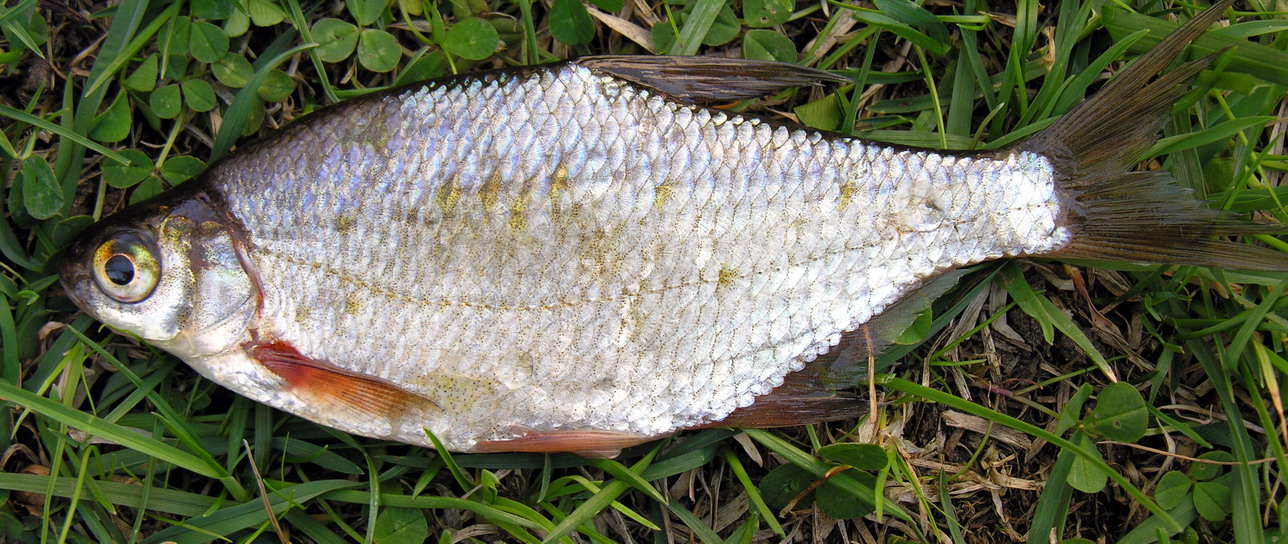
Italiaans exemplaar
Kolblei in de Iconographia Zoologica door Bloch (1774-1804)